# 寶成置業
寶成置業有限公司（英語：BO SHING REAL ESTATE LIMITED，於港交所除牌時牌號為0296.HK），簡稱寶成置業，是一家成立於1973年、前身為裕興控股有限公司的香港上市公司，其當時主要業務是經營香港地區房地產業務，當時之大股東為謝瑞麟家族。1992年7月7日，換取英皇（中國概念）投資有限公司（英皇娛樂酒店有限公司前身）前，英皇集團（國際）有限公司進行全購，並進軍中國內地房地產業務。